# Cousinia takhtajanii
Cousinia takhtajanii là một loài thực vật có hoa trong họ Cúc. Loài này được Tamanian mô tả khoa học đầu tiên năm 1991.